# Inverarity (Écosse)
Pour les articles homonymes, voir Inverarity (homonymie).
Inverarity est un village de la région d'Angus en Écosse.

## Géographie
Situé sur l'A10, il est à 10 km de Forfar et à 11 km de Dundee.

## Histoire
La première église paroissiale d'Inverarity date de 1243. Elle a été remplacée en 1754 par un nouvel édifice.

## Personnalité
- James Drummond (1787-1863), botaniste, naturaliste et explorateur, y est né.